# Josef Pauer
Josef Pauer nebo také Paver (14. února 1722 Brno – 15. července 1771 Brno) byl jezuitský misionář. 

## Život
Vystudoval jezuitské gymnázium v Brně a 9. října 1739 se stal příslušníkem řádu. Se skupinou dalších jezuitů byl pak vyslán na misii do Španělské Východní Indie. Odjel po souši do Janova, přeplavil se do El Puerto de Santa María a pak přes Atlantik do mexického Veracruzu, přešel pevninskou šíji do Acapulca na pacifickém pobřeží, odkud se dostal na Filipíny, kde roku 1749 zahájil misijní činnost. Od roku 1752 působil v Manile a roku 1768 se stal farářem v Basy.
Poté, co král Karel III. Španělský vykázal jezuity ze svých držav, odplul Pauer se skupinou 63 misionářů na palubě fregaty Santa Rosa západním směrem do Evropy. Dne 29. října 1770 přistál v přístavu La Spezia. Z původní výpravy se navrátil pouze Pauer a František Stengel, kteří jsou tak prvními známými Čechy, kteří dokončili cestu kolem světa. (Původně byl za držitele tohoto primátu považován botanik František Vilém Sieber.)
Byl národnosti německé. Podle popisu v cestovním pasu byl tlusté postavy, měl světlehnědé vlasy a modrozelené oči. Měl bratra Františka Pauera, který zemřel roku 1770.